# Otto Ruge

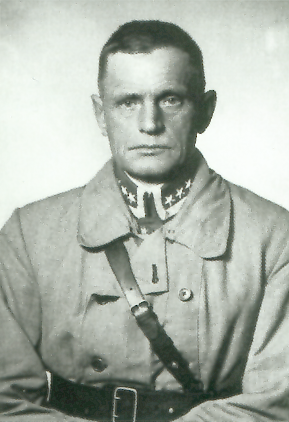
Otto Ruge (1930er Jahre)

Otto Ruge (* 9. Januar 1882 in Kristiania; † 15. August 1961 in Oslo) war ein norwegischer Generalleutnant der Heeres (Den Norske Hær), der 1940 sowie erneut 1945 Oberbefehlshaber der norwegischen Streitkräfte (Forsvarssjef) sowie der bedeutendste norwegische General in der ersten Hälfte des 20. Jahrhunderts war. Er hatte einen großen Einfluss auf die Verteidigungsreform in der Zwischenkriegszeit und zeigte schon früh die Notwendigkeit der Verteidigung des Landes auf. Seine radikale Sicht auf die Verteidigungspolitik machte ihn zu einer höchst umstrittenen Figur in den konservativen militär- und verteidigungspolitischen Kreisen der 1930er Jahre. Als Kommandierender General trug er nach dem Überfall der deutschen Wehrmacht auf Norwegen am 9. April 1940 ab dem 11. April 1940 die Verantwortung für die Führung der norwegischen Streitkräfte. Seine Entscheidungen während des Unternehmens Weserübung waren eine Voraussetzung für Norwegens späteren Einsatz an der Seite der Alliierten im Zweiten Weltkrieg.

## Leben

### Ausbildung und Verwendungen als Offizier
Ruge war ein Sohn des Kammerherrn Carl Christian Conrad Ruge und dessen Ehefrau Hilda Ellen af Sillén. Sein jüngerer Bruder war der Philologe und Literaturwissenschaftler Herman Ruge. Er war ferner ein Enkel des Priesters und Schriftstellers Hermann Ruge. Er wuchs in Kristiania auf und besuchte die dortige Katedralskole, schloss aber sein Examen artium 1899 bei einem Privatlehrer. Im Anschluss begann er seine Offiziersausbildung an der Kriegsschule (Krigsskolen), die er 1902 mit dem Examen abschloss. In der Folgezeit fand er Verwendungen in Einheiten des Heeres (Den Norske Hær) und schloss  1905 die Militärhochschule (Den militære høyskole) ab und war im Anschluss 1906 Aspirant im Generalstab. Er war danach unter anderem Kompaniechef in der 1. Akershus-Brigade sowie Chef eines Bataillons des Rogaland-Infanterieregiments. Nachdem er 1915 den Lehrgang für Generalstabsoffiziere abgeschlossen hatte, war er von 1916 bis 1917 Chef der Infanterietrupp- und Zugführerkurse der 1. Division. Danach fungierte er als Stabschef der 1. sowie der 3. Brigade, wo er sich insbesondere mit operativen Angelegenheiten befasste. 1920 war er zeitweise in Schweden eingesetzt und nach seiner Rückkehr 1920 Mitglied der Verteidigungskommission (Forsvarskommisjonen) sowie zwischen 1922 und 1930 Instrukteur an der Infanterie-Schießschule (Infanteriets skyteskole), wobei zwischenzeitlich von 1923 bis 1924 in Belgien und 1927 in Schweden abermals Auslandseinsätze folgten. Er arbeitete des Weiteren zwischen 1927 und 1933 an der Reform der Verteidigungsordnung mit. Zugleich war er von 1929 bis 1933 Lehrer für Strategie und Militärgeschichte an der Militärhochschule sowie zwischen 1930 und 1933 Leiter einer Abteilung im Generalstab.

### Aufstieg zum Generalstabschef und Ruges Militär- und Verteidigungsdoktrin der 1930er Jahre

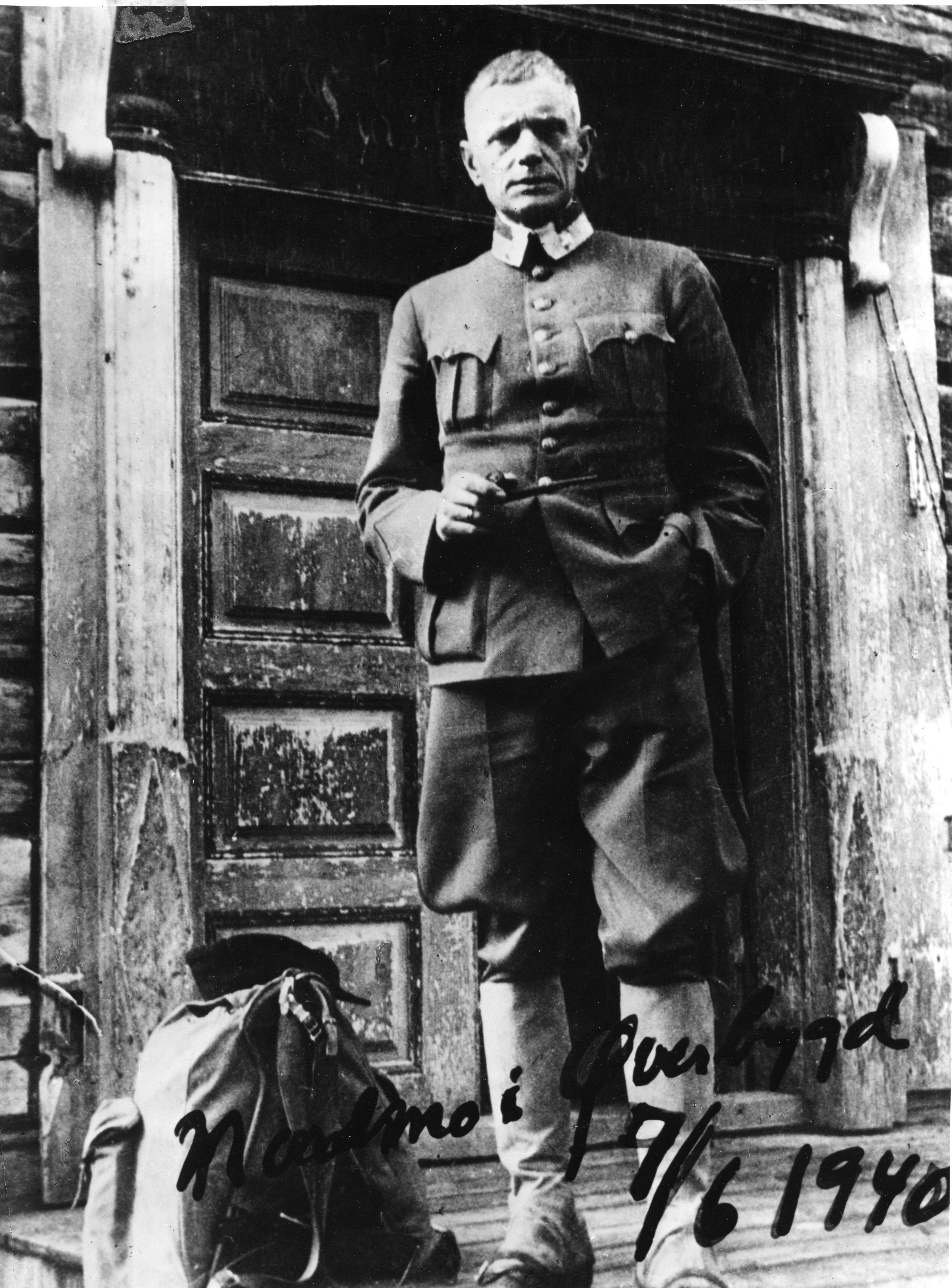
Generalleutnant Ruge als Oberkommandierender der Streitkräfte (1940)

Nach seiner Beförderung zum Oberst wurde Ruge 1933 Chef des Generalstabes und bekleidete diesen Posten bis 1938.  
Als Generalstabschef leitete er zu dem den Arbeitsausschuss des Verteidigungsrates (Forsvarsrådets arbeidsutvalg), in dem er der Regierung die zentralen nationalen Verteidigungsaufgaben vorstellte. Darin präzisierte und konkretisierte er seine bereits in den 1920er sowie 1930er Jahren begonnenen militärischen Planungen, die auch eine wirtschaftliche und außenpolitische Analyse Norwegens beinhalteten. Nach dem Ersten Weltkrieg folgte eine Abkehr von einer möglichen Gefahr eines Krieges mit den skandinavischen Nachbarländern. Nach seiner Analyse stellten die sowjetischen, britischen und deutschen strategischen und wirtschaftlichen Interessen die größten Herausforderungen für Norwegens Sicherheit dar. Bereits im Ersten Weltkrieg wurde zeitweise deutlich, welche vitale marinestrategische und handelsmäßige Bedeutung die Küsten Norwegens für die drei Großmächte hatte. Der Erwerb eines Marinestützpunktes konnte somit die eigenen Interessen einer Großmacht sichern und die der jeweils anderen schwächen. Vor diesem Hintergrund glaubte Ruge, dass ein Krieg zwischen den Großmächten unmittelbare Folgen für Norwegens politisches Schicksal haben würde. Es gab eine breite politische und militärische Übereinkunft, dass eine bewaffnete Neutralität die bewaffnete primäre Mission war und dass diese die Gefahren für das Land unter einem europäischen Krieg reduzieren würde. In erster Linie mussten nach seiner Ansicht Marine und Luftstreitkräfte ausgebaut werden. Allerdings gab es Meinungsverschiedenheiten darüber, wie stark der Schutz der Neutralität sein sollte, wie dieser organisiert werden soll und was seine Aufgabe sein würde. Ein zentraler Punkt der Neutralitätspolitik waren die grundlegenden Unterschiede zwischen den politischen und militärischen Behörden. Die militärische Führung bestand darauf, dass eine Verletzung der Neutralität der Beginn eines Angriffs sein könnte, wenn eine Großmacht versuchen würde, sich einen Marinestützpunkt zu sichern. Demzufolge sah das Militär die Notwendigkeit, dass man auch für eine begrenzte militärische Aktion in gefährdeten Gebieten im südwestlichen Teil von Norwegen, den Ofoten und der östlichen Finnmark vorbereitet sein müsste. Dieses Szenario wurde in politischen Kreisen abgelehnt, und so stand die Verteidigung vor dem Zweiten Weltkrieg ohne politische Akzeptanz, dass die Neutralität Schutz vor einem regulären Krieg bedarf.
Ruges Ansichten über die Verteidigungsordnung spiegelten dieses sicherheitspolitische Verständnis wider. Er erkannte schon in den 1920er Jahren, dass es weder politisch noch wirtschaftlich war, das bestehende Abwehrsystem den tatsächlichen Notwendigkeiten anzupassen. Dazu kam, dass die norwegische Milizarmee seiner Ansicht nach aufgrund veralteter Prinzipien organisiert war und das Heer dramatisch verkleinert werden sollte. Die dadurch freigesetzten Mittel sollten stattdessen für eine organisatorische und technologische Modernisierung verwendet werden, um das Niveau der Bereitschaft im Kriegsfall zu erhöhen, sowie für die Stärkung von Marine und Luftwaffe. Nach seiner Ansicht hatten seine sicherheitspolitischen Vorstellungen für die Verteidigungsplanung zwei Vorteile: Erstens könnte Norwegen im Fall von Konflikten zwischen den Großmächten schneller reagieren, und die Verteidigung in die Lage versetzen würde, schnell eine glaubwürdige Neutralität zu mobilisieren, die eine abschreckende Wirkung haben könnte. Zweitens wäre die Verteidigung in der Lage, mobile und moderne Kampfeinheiten zu schaffen, die in einem begrenzten, direkten Angriff eingesetzt werden können. Die Verteidigungsordnung von 1933 trug dem zwar grundsätzlich Rechnung, konnte aber aufgrund der finanziellen Möglichkeiten nicht vollständig in die Wirklichkeit umgesetzt werden.
Während seiner Amtszeit als Generalstabschef war er darüber hinaus maßgeblich am Luftverteidigungsbericht (Luftforsvarsutredningen nr. 38/1937) beteiligt, der 1937 dem Storting vorgelegt wurde. Darin wurde erstmals die Schaffung von eigenständigen Luftstreitkräften als gleichberechtigte Teilstreitkraft neben Heer und Marine. Nach Beendigung seiner Tätigkeit als Chef des Generalstabes fungierte er zwischen 1938 und 1940 als Generalinspekteur der Infanterietruppen (Generalinspektør for infanteriet).

### Oberkommandierender im Zweiten Weltkrieg, Kriegsgefangenschaft und Nachkriegszeit

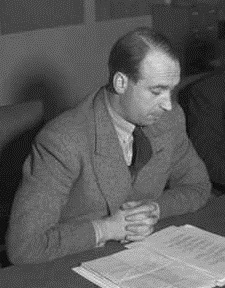
Verteidigungsminister Jens Christian Hauge war nach dem Ende des Zweiten Weltkrieges 1945 Ruges politischer Rivale bei der Neuaufstellung der norwegischen Streitkräfte

Der Überfall der deutschen Wehrmacht auf Norwegen am 9. April 1940 leitete die größte Krise seit dem Ende der Union von Dänemark-Norwegen 1814 ein. Nach dem von der Regierung geforderten Rücktritt des langjährigen Kommandierenden Generals Generalleutnant Kristian Laake wurde Ruge am 11. April 1940 dessen Nachfolger. 1940 wurde ihm das Großkreuz des Sankt-Olav-Ordens verliehen. Als Kommandierender General und als daraus am 18. Mai 1940 hervorgehender Oberbefehlshaber der norwegischen Streitkräfte (Forsvarssjef) versuchte er seine in der Zwischenkriegszeit entwickelte Verteidigungsplanung umzusetzen. Zahlreiche Offiziere in der Militärführung beabsichtigten eine frühzeitige Kapitulation gegenüber der deutschen Wehrmacht, während er in der Aufrechterhaltung der weiteren Verteidigung ein politisches und militärisches Ziel sah, um den Gang der Regierung Norwegens ins Exil nach London zu ermöglichen, zum anderen aber auch um die nationale Selbstachtung aufrechtzuerhalten und den Empfang alliierter Hilfe zu ermöglichen. Es gelang trotz deutscher Überlegenheit den militärischen Widerstand 62 Tage aufrechtzuerhalten, wenngleich es zu einem fast fünfjährigen Exil von König Haakon VII. und der Regierung kam. Er selbst geriet am 9. Juni 1940 in deutsche Kriegsgefangenschaft, die er zunächst in der Festung Königstein in Sachsen, später in Polen sowie zuletzt im Stammlager III A in Luckenwalde verbrachte. Dort wurde er am 22. April 1945 von der Roten Armee befreit.
Nach seiner Rückkehr nach Norwegen übernahm Ruge am 16. Juli 1945 von Kronprinz Olav formell wieder das Amt als Oberbefehlshaber der norwegischen Streitkräfte. Unmittelbar darauf begann er mit den Planungen zum Wiederaufbau der Streitkräfte, die seiner Meinung nach durch die schnelle Festlegung einer Notfallabwehr zu erreichen war, die auf einem dreimonatigen Militärdienst und einem 45-tägigen Auffrischungskurs für die im Krieg eingesetzten Truppen der Widerstandsorganisationen basierte und bis 1949 eine ausreichend große Personalreserve hervorgebracht hätte. 
Dies stieß jedoch auf den Widerstand von Jens Christian Hauge von der Arbeiderpartiet, der als Nachfolger von Oscar Torp am 5. November 1945 in der zweiten Regierung Gerhardsen das Amt des Verteidigungsministers übernommen hatte. Hauge wollte die Einheiten der Widerstandsbewegung jedoch nicht zum regulären Militärdienst (Førstegangstjeneste) heranziehen, sondern diese in die Heimwehr (Heimevernet) überführen, was zu einer längeren Dauer beim Aufbau der Streitkräfte geführt hätte. Hauge benötigte die gut ausgebildeten Soldaten stattdessen zum Aufbau der für den Einsatz im nunmehr besetzten Deutschland vorgesehenen Brigade (Tysklandsbrigaden), was bei der Umsetzung von Ruges Planungen nicht möglich gewesen wäre. Hauge gewann schließlich Akzeptanz für seine Pläne, woraufhin Ruge am 31. Dezember 1945 zurücktrat und am 1. Januar 1946 durch den Befehlshaber der Marine, Konteradmiral Elias Corneliussen, abgelöst wurde.
Aufgrund seiner Verdienste gewährte die Regierung Ruge die Festung Høytorp bei Mysen in Eidsberg als Ehrenresidenz zu seiner Verfügung. Dort zog er sich aus dem öffentlichen Leben zurück und verfasste unter anderem sein dreibändiges Werk Annen verdenskrig i tekst og billeder. Krigens dagbok (1946).
Er war von 1906 bis zu seinem Tod 1961 mit Ingeborg Sommerfelt verheiratet.

## Veröffentlichungen
- Annen verdenskrig i tekst og billeder. Krigens dagbok, 3 Bände, 1946
- Felttoget. General Otto Ruges erindringer fra kampene april–juni 1940, posthum 1989